# King Records (etichetta discografica giapponese)
La King Records (キングレコード株式会社?, Kingu Rekōdo Kabushiki-gaisha) è un'etichetta discografica giapponese fondata nel 1931 come divisione della casa editrice Kōdansha, con sede a Tokyo. È diventata indipendente nel 1950, ma rimane comunque parte del gruppo Otowa. È una delle più grandi case discografiche non posseduta da enti multinazionali. Una delle sue sotto-etichette, la Starchild Records guidata e diretta da Toshimichi Ōtsuki, è specializzata in musica di anime e film. La KR ha inoltre distribuito vari prodotti della Up-Front Works e ha collaborato con la Piccolo Town e la Rice Music, oltre ad avere prodotto vari videogames per NEC PC-8801, Standard MSX, NES e Super Nintendo.

## Artisti
- AKB48 (You, Be Cool!)
- Nana Mizuki
- Momoiro Clover Z (Starchild, Evil Line)
- Kōji Wada
- Dolls Boxx
- The Peanuts